# 长安名胜群
长安名胜群（越南语：／）是越南的一处旅游景点，位于宁平省附近。这里以乘船游览洞穴而知名于世。同时，这一地区也是越南丁朝、前黎朝以及李朝前期的统治中心，因而拥有众多历史遗迹。2014年6月23日，長安名勝群被聯合國教科文組織認定為世界遺產。長安名勝群也是越南唯一一處自然與人文雙重世界遺產。其中，比較出名的景點有：華閭古都、三谷碧洞和沛嵿寺。三谷碧洞在旅遊業又經常被稱為「陸上的下龍灣」，簡稱陸龍灣。

## 登录基准
该世界遗产被认为满足世界遺產登錄基準中的以下基準而予以登錄：
- （v）代表某一个或数个文化的人类传统聚落或土地使用，提供出色的典范－特别是因为难以抗拒的历史潮流而处于消灭危机的场合。
- （vii）包含出色的自然美景与美学重要性的自然现象或地区。
- （viii）代表生命进化的纪录、重要且持续的地质发展过程、具有意义的地形学或地文学特色等的地球历史主要发展阶段的显著例子。

## 長安圖片集
- 位於華閭東部的街橋
- 丁先皇廟入口
- 華閭古都節
- 紀念丁朝和李朝國王的慶典,紀念丁先皇的儀式是在寺院的院子裡舉行.
- 梧桐河下塔
- 曲折的梧桐河
- 華閭古都的三古